# M-Tel Masters
Das M-Tel Masters war ein Schachturnier, das von 2005 bis 2009 jährlich im Mai in Sofia ausgetragen wurde. Es wurde von dem bulgarischen Mobilfunkanbieter Mobiltel gesponsert und von Silvio Danailow organisiert. Neben den Turnieren in Dortmund, Linares und Wijk aan Zee zählte es zu den am besten besetzten Schachveranstaltungen des Jahres. 2010 wurde es wegen der im Mai ebenfalls in Sofia stattfindenden Schachweltmeisterschaft abgesagt und seitdem nicht wieder ausgetragen.

## Turniermodus
Es spielten jeweils sechs eingeladene Großmeister in einem doppelrundigen Turnier mit klassischer Bedenkzeitregelung (2 Stunden für 40 Züge, 1 Stunde für die folgenden 20 Züge und 30 Minuten für den Rest der Partie).
Eine Besonderheit bei diesem Turnier war, dass den Spielern Remisangebote an den Gegner untersagt waren. Ein Remis war daher nur möglich bei dreifacher Stellungswiederholung, Dauerschach oder wenn eine theoretische Remisstellung vorlag. Die Entscheidung, ob die Remisreklamation eines Spielers berechtigt ist, traf jeweils ein Schiedsrichter. 

## 2005
Die Premiere des Turniers vom 11. bis 22. Mai 2005 gewann Topalow mit einem ganzen Punkt Vorsprung vor Anand. 
| Platz | Name              | Punkte |
| ----- | ----------------- | ------ |
| 1     | Wesselin Topalow  | 6,5    |
| 2     | Viswanathan Anand | 5,5    |
| 3–4   | Ruslan Ponomarjow | 5      |
| 3–4   | Judit Polgár      | 5      |
| 5–6   | Wladimir Kramnik  | 4      |
| 5–6   | Michael Adams     | 4      |

## 2006
Die zweite Auflage des Turniers fand vom 10. bis 21. Mai 2006 statt. Topalow gewann durch Siege in den letzten vier Partien noch das Turnier, nachdem er zuvor Niederlagen gegen Anand und Swidler einstecken musste. 
| Platz | Name              | Punkte |
| ----- | ----------------- | ------ |
| 1     | Wesselin Topalow  | 6,5    |
| 2     | Gata Kamsky       | 6      |
| 3     | Viswanathan Anand | 5,5    |
| 4     | Pjotr Swidler     | 5      |
| 5–6   | Ruslan Ponomarjow | 3,5    |
| 5–6   | Étienne Bacrot    | 3,5    |

## 2007
Das dritte M-Tel Masters fand vom 10. bis 20. Mai 2007 statt. Topalow gewann auch die dritte Auflage des Turniers durch einen Sieg gegen den bis dahin führenden Sasikiran in der letzten Runde.
| Platz | Name                   | Punkte |
| ----- | ---------------------- | ------ |
| 1     | Wesselin Topalow       | 5,5    |
| 2–5   | K. Sasikiran           | 5      |
| 2–5   | Şəhriyar Məmmədyarov   | 5      |
| 2–5   | Gata Kamsky            | 5      |
| 2–5   | Liviu-Dieter Nisipeanu | 5      |
| 6     | Michael Adams          | 4,5    |

## 2008
Die vierte Auflage des M-Tel Masters fand vom 7. bis 18. Mai statt. Das Turnier wurde vom Ukrainer Wassyl Iwantschuk dominiert, der in der Vorrunde alle fünf Partien gewann und nach vier Remisen in Folge das Turnier mit einem Sieg gegen Iwan Tscheparinow abschloss. Eine Besonderheit des Turniers war, dass die Teilnehmer in einer schalldichten Glaskabine spielten, was den Zuschauern ermöglichte, sich während der Partien zu unterhalten. 
| Platz | Name              | Punkte |
| ----- | ----------------- | ------ |
| 1     | Wassyl Iwantschuk | 8      |
| 2     | Wesselin Topalow  | 6,5    |
| 3     | Teymur Rəcəbov    | 5,5    |
| 4     | Iwan Tscheparinow | 4      |
| 5     | Bu Xiangzhi       | 3      |
| 6     | Lewon Aronjan     | 3      |

## 2009
Das 5. M-Tel Masters, das vom 12. bis 23. Mai in Sofia stattfand, wurde überraschend von Alexei Schirow gewonnen. Vorjahressieger Wassyl Iwantschuk landete diesmal auf dem letzten Platz. 
| Platz | Name              | Punkte |
| ----- | ----------------- | ------ |
| 1     | Alexei Schirow    | 6,5    |
| 2     | Magnus Carlsen    | 6      |
| 3     | Wesselin Topalow  | 6      |
| 4     | Wang Yue          | 4,5    |
| 5     | Leinier Domínguez | 4      |
| 6     | Wassyl Iwantschuk | 3      |